# Acacia alba
Acacia alba é uma espécie de leguminosa do gênero Acacia, pertencente à família Fabaceae.